# Hof van Culemborg

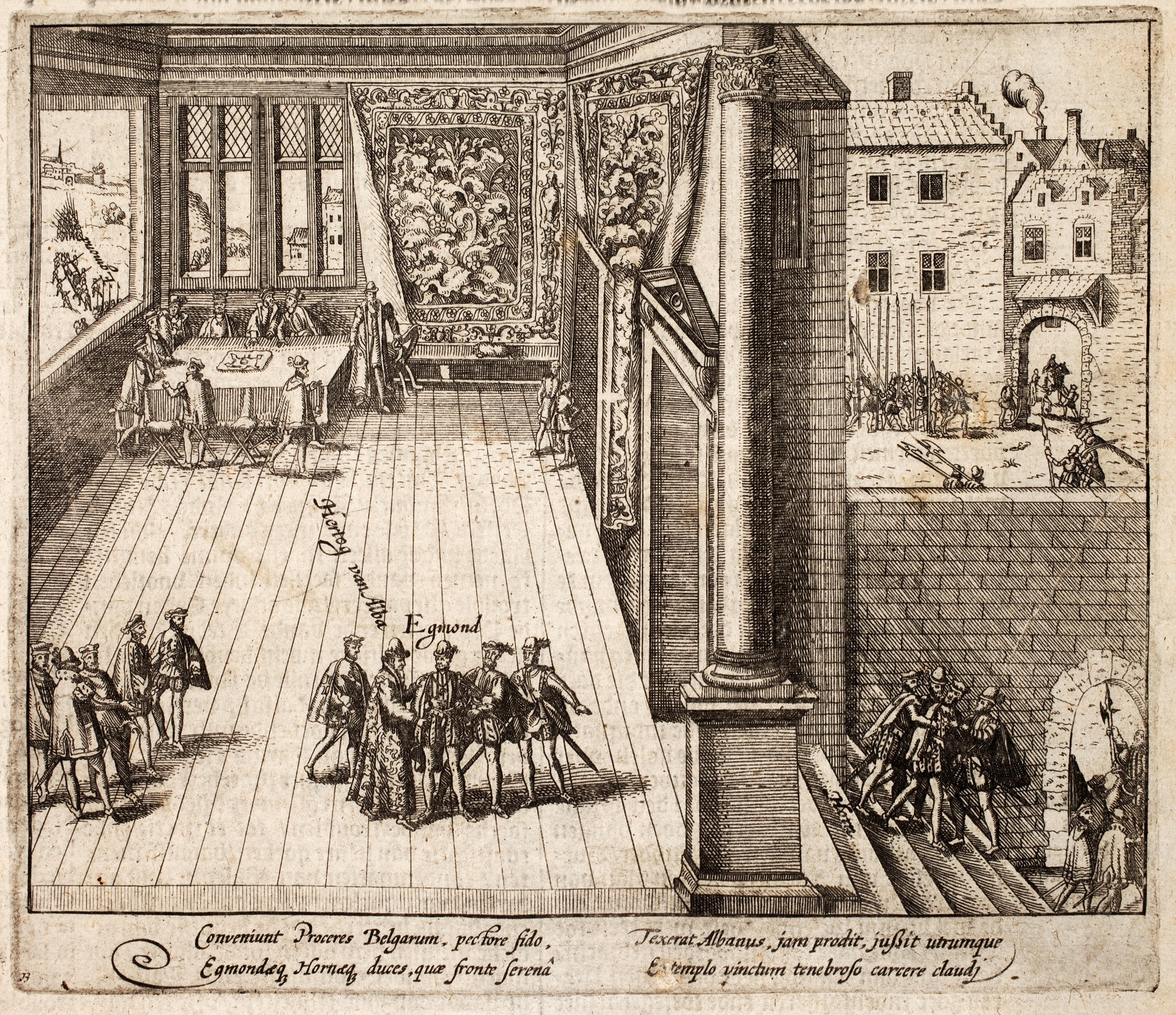
De hertog van Alva arresteert Egmont en Hoorne tijdens een eetafspraak in het Hof van Culemborg, september 1567.

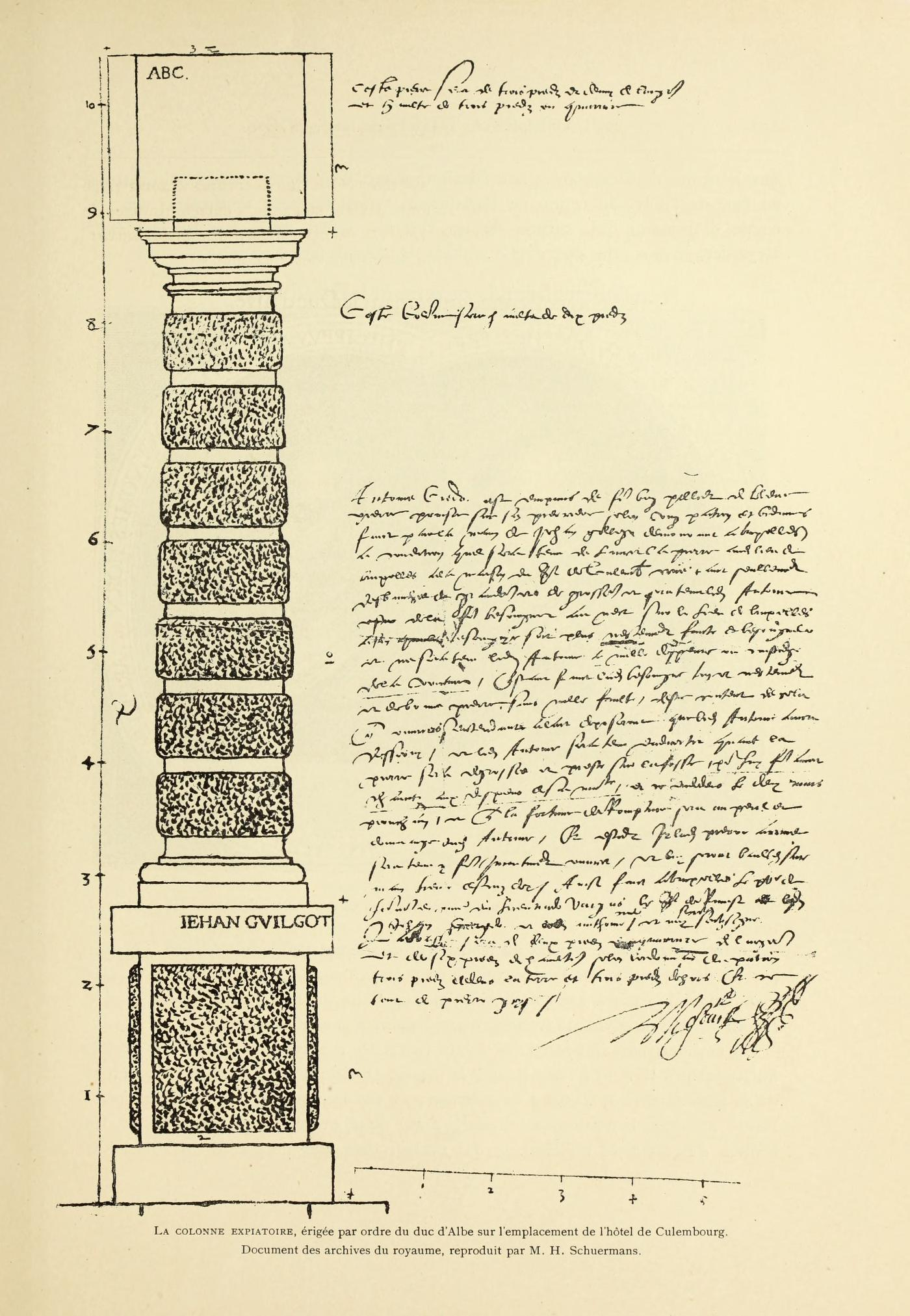
Reproductie van een tekening van de zuil van Alva.

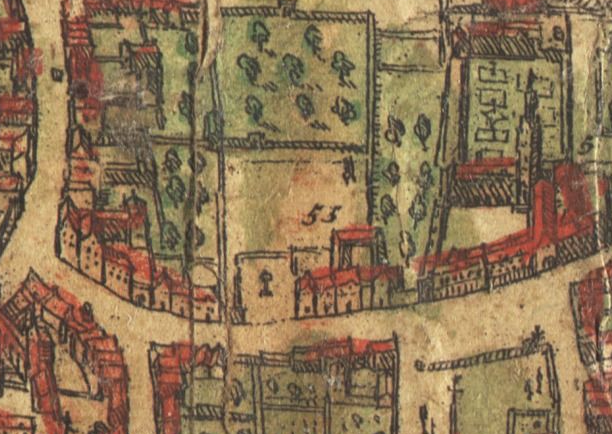
Het braakliggende terrein en de zuil ingetekend in Civitates Orbis Terrarum (1572). Legende: 55 = "Gaasbeck"

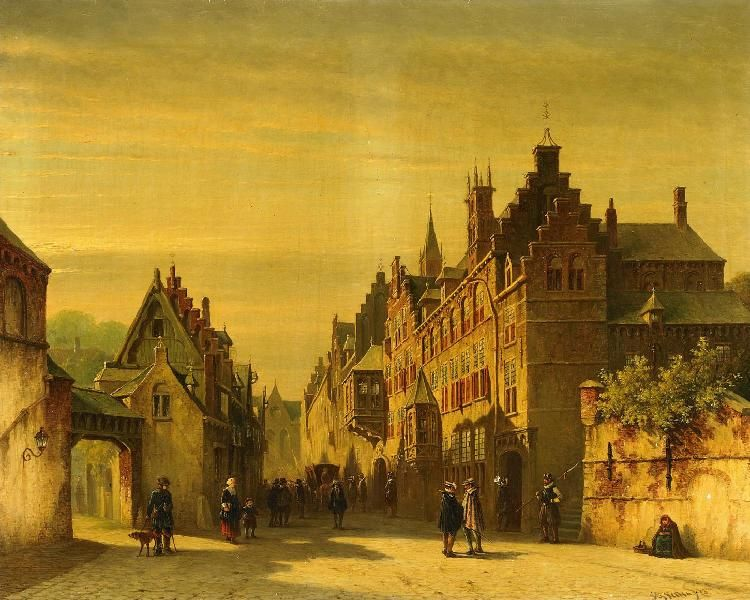
Het Hof van Culemborg in 1566, zoals verbeeld door P.G. Vertin in de 19e eeuw.

Het Hof van Culemborg was een stadspaleis aan de Kleine Zavel te Brussel.

## Huis van Gaasbeek
Een eerdere naam van het gebouw was Huis van Gaasbeek, omdat kamerheer en vliesridder Maximiliaan van Horne, heer van Gaasbeek, het eind 15e eeuw had verworven. Zijn zoon Maarten van Horne verkocht het in 1556 aan Floris van Pallandt voor 12.000 florijnen.

## Eedverbond der Edelen
Het paleis was eigendom van Floris van Pallandt, die vanaf 1555 Graaf van Culemborg was. Deze had het paleis gekocht en aldus kwam het aan zijn naam. Omstreeks 1565 ging Floris over tot het protestantse geloof en aldus werd zijn paleis een plaats van samenkomst van het Eedverbond der Edelen, die ageerden tegen de kettervervolging welke plaatsvond in die dagen. Af en toe moet er stevig gedronken zijn in het paleis en reeds in januari 1565 ging de dronken Hendrik van Brederode, één der leden van het Verbond, openlijk de confrontatie aan met de daar ook aanwezige Kardinaal de Granvelle en wilde de kom, waarin men de handen wast, naar hem toewerpen, maar werd tegengehouden door Lamoraal van Egmont.
Vanuit dit paleis trok een grote groep (enkele honderden) edelen in 1566 naar landvoogdes Margaretha van Parma om het Smeekschrift der Edelen aan te bieden. Hendrik van Brederode werd daarbij door De Granvelle uitgemaakt voor bedelaar (geus). De edelen begaven zich weer naar het Hof van Culemborg en vierden daar een overwinningsfeest, het zogeheten Geuzenbanket, waarbij Hendrik van Brederode voorstelde om de naam "geus" tot eretitel ("geuzennaam") te verheffen. In de Brusselse straten weerklonk het "Vivent les gueux" (leve de geuzen) maar de edelen beseften niet dat er in het geheel geen overwinning was geboekt. De veel gematigder Lamoraal van Egmont, die overigens katholiek was, werd op 9 september 1567 in het Hof van Culemborg gearresteerd op last van Alva en het jaar daarop onthoofd.

## Sloop en vervloekingszuil
De door Alva ingestelde Raad van Beroerten besliste dat niet alleen de mensen, maar ook de gebouwen moesten boeten voor de opstand tegen de Koning van Spanje. Op 28 mei 1568 werd het Hof van Culemborg geheel gesloopt, en op de plaats waar het gestaan had werd zout gestrooid, zoals de Romeinen, althans volgens een legende, zout zouden hebben gestrooid over de velden waar, tot de vernietiging, Carthago gelegen had. Er werd een gedenkzuil op deze plaats opgericht, ter herinnering aan de "vervloekte samenzwering". Ze droeg een tekst in een Nederlandse, Franse, Latijnse en Spaanse versie. Bij Bor is hij als volgt overgeleverd:
Regneerende Philips de tweede deses naems, catholycke Coninck van Hispanien, in dese zyn Erffnederlanden, ende wesende aldaer zynder Conincklycke Ma s Gouverneur Don Ferdinando de Alvarez van Toledo, hertogh van Alva, marquis van Coria, etc. Is gedecreteert gheweest dat het huys ende Hof van Floris van Pallandt, grave van Cuelenborch, affgheworpen ende gheraseert soude werden, omme de vervloecte conspiratie die daerinne ghemaect heeft gheweest, tegen de oude Catholycke Roomsche Religie, teghen de Majesteyt van den Coninck, ende tegen zyne Majesteyts Nederlanden.
Deze zuil werd zelf weer vernield in 1577, in uitvoering van artikel 13 van de Pacificatie van Gent. De dag zelf van de publicatie ervan in Brussel werd de zuil neergehaald. De Staten van Brabant kenden de graaf van Culemborg een jaarrente van 5000 florijnen toe als compensatie voor zijn vernielde eigendom.

## Klooster en kazerne
In 1585 viel de Brusselse republiek en kwam de stad weer in Spaanse handen. Op last van aartshertogin Isabella werd in 1610 op de plaats van het Hof van Culemborg een klooster opgericht van de Ongeschoeide Karmelieten. Na de verdrijving van de karmelieten kwam er vanaf 1815 de Karmelietengevangenis, waar Paul Verlaine nog heeft vastgezeten.
In de straat, die ondertussen Karmelietenstraat werd genoemd, verrees vervolgens vanaf 1886 de Prins Albertkazerne. Dit complex werd uitgevoerd in neorenaissancestijl en bood aanvankelijk onderdak aan de Koninklijke Paleiswacht en het eerste Regiment Grenadiers. In 1921 werd op de binnenplaats een monument voor de tijdens de Eerste Wereldoorlog gevallen Grenadiers onthuld.
Einde jaren '70 van de 20e eeuw werd ook het grootste deel van deze kazerne gesloopt, op de voormalige officiersmess na. Op het voormalige kazerneterrein werden luxe appartementen gebouwd onder de naam Passacaille. De eerste van deze appartementen werden in 2009 opgeleverd.

## Herdenking
Op de voormalige locatie van het Hof van Culemborg in de Karmelietenstraat, naast de kazernepoort ter hoogte van de eerste verdieping, is in 1884 een Geuzengedenkplaat aangebracht op initiatief van Karel Buls. Het drietalige opschrift luidt: Liever Turx dan Pausch / Libertas Vita Carior / Jusques à porter la besace (Liever Turks dan Paaps / De vrijheid dierbaarder dan het leven / Tot het dragen van de bedelnap).

## Voetnoten
1. ↑  Bram Vannieuwenhuyze, "The 'Digital Thematic Deconstruction' of early modern urban maps and bird’s-eye views" in: e-Perimetron, 2013, nr. 4, 2013, p. 168